# Обитающий во мраке
Обитающий во мраке (англ. The Haunter of the Dark), в других переводах «Скиталец тьмы», «Обитатель тьмы», «Сущий во тьме», «Гость-из-Тьмы», «Наваждающий тьму» — рассказ американского писателя Говарда Филлипса Лавкрафта, написанный им в ноябре 1935 года и впервые опубликованный в декабре 1936 года в журнале «Weird Tales». Относится к циклу «Мифы Ктулху». Рассказ был посвящён писателю Роберту Блоху и написан как ответ на его рассказ «Звёздный бродяга». Это последний художественный текст, написанный Лавкрафтом не в соавторстве.
В рассказе описывается история, произошедшая с писателем Робертом Блейком. Его нашли мёртвым у себя дома, с застывшим от ужаса лицом, причину смерти до конца так и не выяснили. При нём обнаружили записи, в которых Блейк рассказывает о событиях, случившихся с ним после того, как он посетил старую заброшенную церковь на Федерал-хил в Провиденс.

## Сюжет
Я видел бездны тёмной вселенной,

Обиталища мрачных жестоких планет,

В своём безнадёжном круженьи бесцельном

Навеки забывших и слово, и свет.

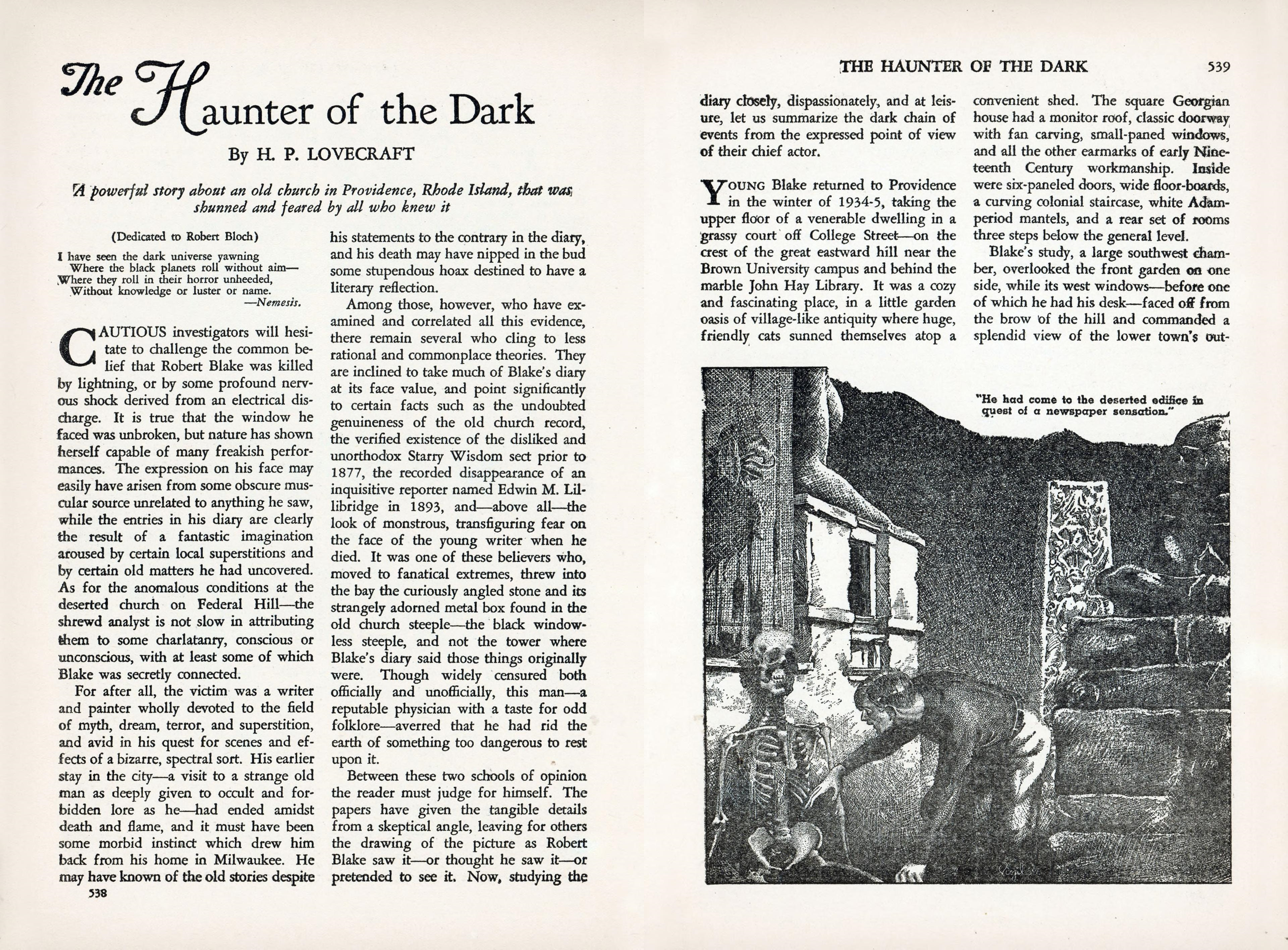
Скиталец тьмы в «Weird Tales» за 1936 год

Действие рассказа происходит в тридцатые годы XX века, описываемые в нём события стали известны из дневника молодого писателя и журналиста Роберта Харрисона Блейка, погибшего при загадочных обстоятельствах. В 1935 году Блейк поселился в старинном особняке в городе Провиденс, Род-Айленд. Блейк интересуется оккультизмом и очарован большой заброшенной церковью на Федерал-хилл (англ. Federal Hill). Строение в неоготическом стиле будоражит его воображение и манит к себе, тем более что птицы почему-то боятся на него садиться. Местные жители избегают разговоров о церкви, потому что она имеет зловещую историю, а ранее здесь было индейское поселение. Священники настрого запретили жителям ходить к церкви, потому что некогда она якобы стала обиталищем зла. До 1877 года церковь занимала одиозная еретическая секта Звёздной Мудрости (англ. Starry Wisdom), служители которой вызывали ужасных духов при помощи могущественного артефакта. Один священник изгнал злых духов, после чего сектантов выгнали из города, обвиняя в исчезновениях людей.
Несмотря на предостережения, Роберт Блейк решает пробраться в церковь в канун Вальпургиевой ночи. Внутри он обнаруживает место сборища некоего сатанинского культа. В колокольне лежит старый изуродованный человеческий скелет с документами на имя журналиста Эдвина Лиллибриджа, пропавшего без вести в 1893 году, и маленький ларец, украшенный иероглифами, изображающих внеземных существ. Внутри ларца лежит камень неизвестного происхождения, который излучает непонятное красное свечение. Коснувшись камня, Роберт ощущает чьё-то потаённое присутствие, а перед его мысленным взором представляются картины Иных миров. Из дневника Лиллибриджа Блейк узнаёт, что этот кристалл называется Сверкающий Трапецоэдр (англ. Shining Trapezohedron), он был найден при раскопках в Египте, а позже привезён в Провиденс профессором Енохом Боуэномв 1744 году, в дальнейшем использовался сектантами Церкви Звёздной Мудрости. Лиллибридж, спустя шестнадцать лет, проник в церковь, чтобы найти материал для газетной сенсации, и отчего-то умер здесь, а кости его были обожжены. Вдруг Блейк слышит какой-то шум из шпиля без окон и сразу же убегает, бросив камень на месте.
Расшифровав взятые в церкви записи сектантов Роберт узнаёт, что Трапецоэдр был создан инопланетной расой на планете Юггот, а затем Старцы принесли его на Землю. С помощью камня можно вызывать некое существо, обладающее тайными знаниями мироздания, но требующее взамен человеческих жертвоприношений, так что секта в Провиденс действительно приносила в жертву людей. Тварь эта, однако, боится света и обитает только в полной темноте, поэтому не может выбраться из церкви в освещаемый по ночам город. Скоро Блейк понимает, что по неведению призвал это чудовище и, что хуже всего, между его разумом и этой тварью образовалась некая связь. Роберт стал ходить во сне и однажды очнулся в этой жуткой церкви лезущим в её шпиль к обитающему там существу. Вовремя сбежав, отныне он стал жить в постоянном страхе, что чудовище рано или поздно до него доберётся. В церковь наведались полицейские и журналисты, но ни в ней, ни в её шпиле ничего не нашли. Скелет Лиллибриджа исчез. Повсюду обнаружились странные следы и обугленные пятна. Некто явно пытался заткнуть окна мебельной обивкой, чтобы не проникал свет с улицы.
Через несколько дней во время сильной грозы во всём городе отключается электричество. Местные жители собираются со свечами у странной церкви Федерал-хилл и начинают молиться, чтобы не дать демону выйти. Из колокольни появилась непонятная бесформенная тёмная масса и на огромной скорости полетела на восток, к квартире Блейка. На следующий день его нашли мёртвым в своем доме у окна, а на его лице застыл невообразимый ужас, и умер он от удара молнии, хотя, на теле не было повреждений. В последних его записях, бессвязных и малопонятных, Блейк писал, что тварь, живущая в церкви, является воплощением некоего бога, — Ньярлатотепа. Записи Блейка оборвались на строке: «адский ветер, исполин, чёрные крылья, Йог-Сотот, трёхдольчатый горящий глаз (англ. Three-lobed burning eye)».

## Персонажи
- Роберт Блейк

Роберт Харрисон Блейк (англ. Robert Harrison Blake) — вымышленный писатель и живописец в жанре ужасов, изучал оккультные знания. Начал страдать лунатизмом после посещения церкви. В финале таинственная сущность овладевает умом Блейка, но в этот момент его убивает молния. Персонажи «Мифов Ктулху» часто испытывают последствия от воздействия сверхъестественных сил. Родился в Милуоки, штат Висконсин, а позже поселился в Провиденс, штат Род-Айленд, в старинном особняке XIX века на Колледж-стрит. Блейк проживал по настоящему адресу самого Роберта Блоха. Блейк является автобиографичным образом, сочетающим черты Роберта Блоха и Лавкрафта.
Впервые Роберт Блейк появляется без названия в рассказе Роберта Блоха 1935 года «Звездный бродяга», написанного в духе «Мифов Ктулху», в котором автор убивает персонажа, прообразом которого послужил сам Лавкрафт. Лавкрафт создал Блейка по образцу Блоха, но также придал ему черты характера и Кларка Эштона Смита, а также своего собственного.
В своих письмах к тогда ещё молодому писателю Роберту Блоху, Лавкрафт писал, что персонаж Блейка преднамеренно сочетал в себе тонко завуалированные черты, жесты и мимику знакомого ему корреспондента, который был убит. В 1936 году Блох опубликовал рассказ, продолжавший профессиональную литературную игру, в которой Блейк на самом деле не умер, а стал одержим Ньярлатхотепом; а также убил персонажа, основанного на образе Лавкрафта.
- Лиллибридж

Эдвин М. Лиллибридж (англ. Edwin M. Lillibridge) — любознательный репортёр газеты «Провиденс Телеграм» (настоящая газета), в которой вышла статья про Церковь звёздной мудрости. Исчез в 1893 году. Блейк находит его скелет и дневник в церкви. Эдвин описал криптограмму, из которой Блейк узнаёт про заклинания на языке Акло и историю Сияющего Трапецоэдра. Скелет Лиллибриджа странным образом исчезает из церкви, и полиция не находит его следов при расследовании.
- Енох Боуэн

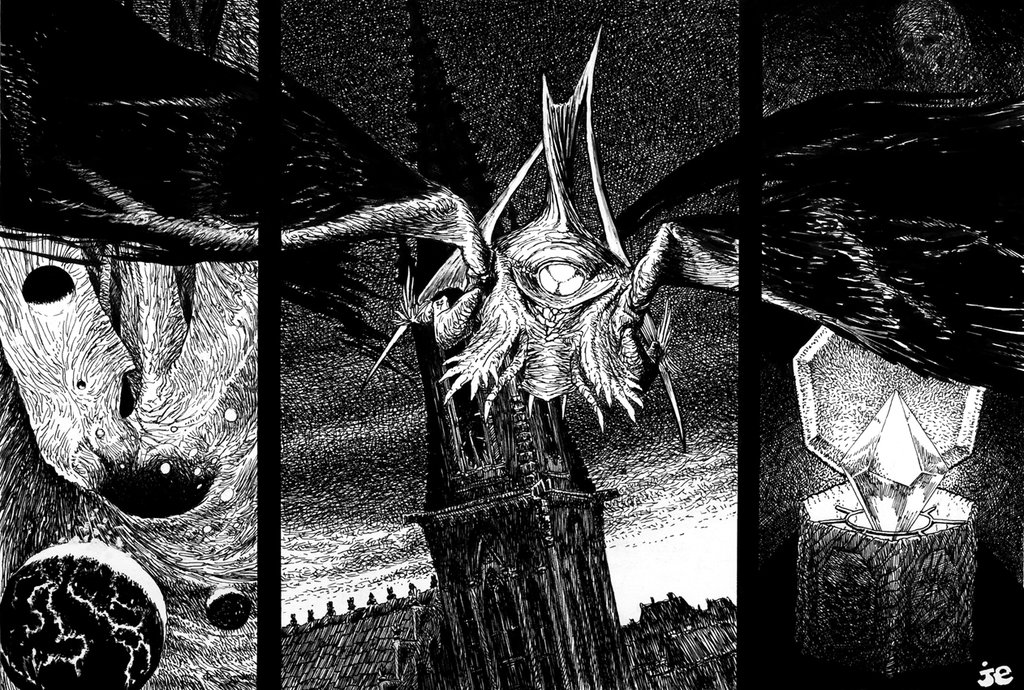
Скиталец тьмы. Художник Эрне Юхас

Профессор Енох Боуэн (англ. Prof. Enoch Bowen) — известный оккультист и археолог, живший в Провиденс, штат Род-Айленд. В 1843 году Боуэн заслужил определённую известность, когда обнаружил могилу неизвестного Фараона Нефрена-Ка (отсылка к рассказу Роберта Блоха «Храм чёрного фараона» 1937 года). Боуэн прекратил свои археологические раскопки из-за загадочных обстоятельств и вернулся в Провиденс, где основал Церковь звёздной мудрости. Умер в 1865 году. Персонаж также появляется в произведении «Тень из Шпиля» Роберта Блоха.
- Доктор Декстер

Доктор Декстер (англ. Dr. Dexter) — суеверный доктор, бросил Сияющий трапецоэдр в залив Наррагансетт. Фамилия Декстер и залив Нарагансетт встречаются в рассказе «Заброшенный дом». В рассказе «Тень от шпиля» Роберта Блоха доктору Декстеру было дано имя Амброуз.
- Скиталец тьмы

Скиталец тьмы (англ. Haunter of the Dark) — потусторонняя сущность из Иного мира, которая общается с сектантами через Сверкающий Трапецоэдр. Нечто, что не может находится на свету — это черты нечистой силы. Воздействует на разум Блейка — что похоже на одержимость. В рассказе «За стеной сна» Лавкрафт описывает Космического скитальца, со сверкающей аурой, «брата во свете».

### Второстепенные персонажи
- Азатот (англ. Azathoth) — Древний бог, упоминается в «Азатот».
- Ньярлатхотеп (англ. Nyarlathotep) — Древний бог, упоминается «Ньярлатхотеп».
- Йог-Сотот (англ. Yog-Sothoth) — Древний бог, упоминается «Случай Чарльза Декстера Варда».
- Нефрен-Ка (англ. Nefren-Ka) — Фараон, построил Храм Сияющего Трапецоэдра и «совершил то, что вычеркнуло его имя из всех памятников и записей». Упоминается в рассказе «Изгой».
- О'Малли (англ. O’Malley) — святой отец, знал о священнике, который изгнал злых духов из церкви.
- Др. Драун (англ. Dr. Drowne) — проповедник из четвертой Баптистской церкви.
- Френсис Фини (англ. Francis X. Feeney) — проповедник, вступил в церковь Звездной Мудрости.
- Оррин Б. Эдди (англ. Orrin B. Eddy) — сектант.
- Патрик Рейган (англ. Patrick Regan) — сектант.
- Ланиган (англ. Lanigan) — сектант.
- Дойл (англ. Doyle) — мэр.
- Мерлуццо (англ. Merluzzo) — молодой священник, настоятель церкви Святого духа. Вышел к церкви, когда в городе выключили свет.
- Уильям Дж Монохан (англ. William J. Monahan) — полицейский, в высшей степени надежный и добросовестный служака.
- Родерик Ашер (англ. Roderick Usher) — персонаж из рассказа «Падение дома Ашеров» Эдгара По.

## Вдохновение

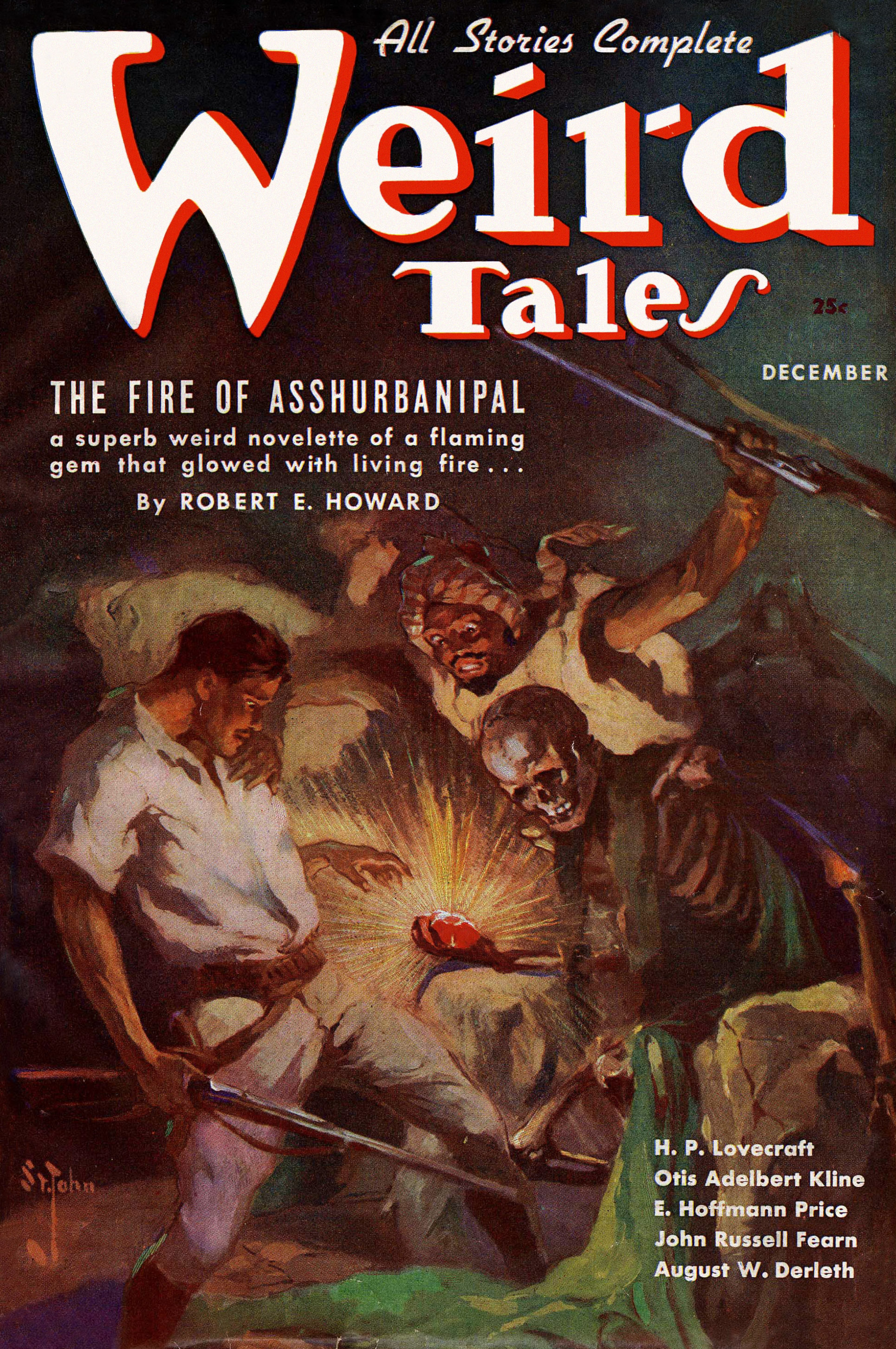
Weird Tales (декабрь 1936 года, том 28 № 5) рисунок «Пламя Ашшурбанипала» Роберта Говарда. Обложка Дж. Аллена Сент-Джона

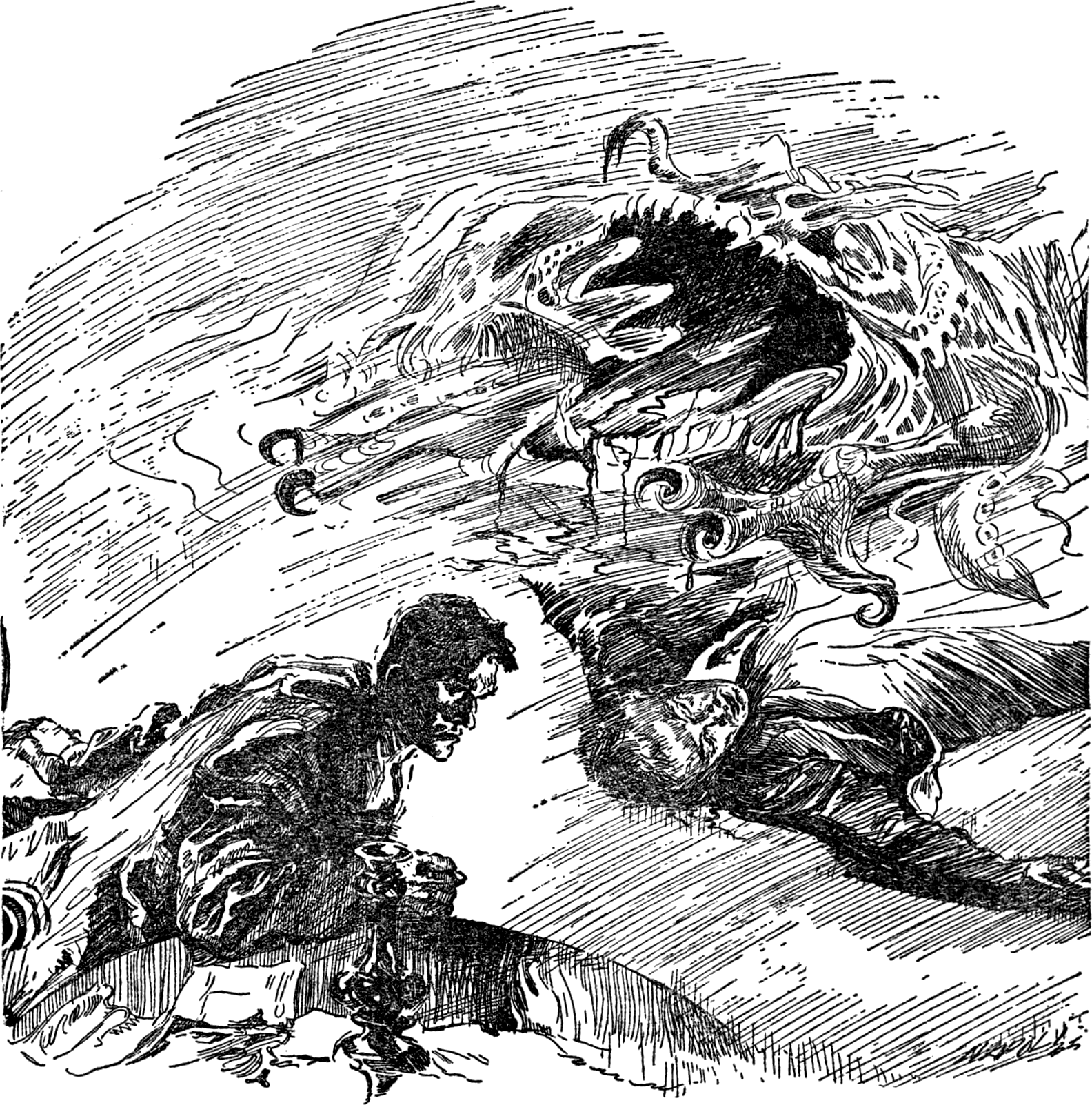
«Шамблер со звезд» Роберта Блоха в «Weird Tales» (том 26 № 3)

В «Энциклопедии Лавкрафта» говорится, что Лавкрафт написал рассказ в ответ на произведение «Звёздный бродяга» (англ. The Shambler from the Stars) (1935) Роберта Блоха, написанного в духе «Мифов Ктулху», в котором автор убивает персонажа, прообразом которого послужил сам Лавкрафт. Лавкрафт ответил тем же, убив Роберта Харрисона Блейка. В 1936 году Блох опубликовал рассказ, в котором Блейк фактически не умирал, но был одержим Ньярлатхотепом и убил персонажа, основанного на образе Лавкрафта. Позже Роберт Блох написал третий рассказ «Тень со шпиля» (1950), чтобы создать трилогию.
В 1935 году читатель, Б. М. Рейнольдс, похвалил рассказ и высказал предложение: «Вопреки предыдущей критике, Роберт Блох заслуживает большой похвалы за "Бродягу со звезд". Почему бы мистеру Лавкрафту не ответить на комплимент и не посвятить автору рассказ?» (WT 36, № 5 [ноябрь 1935 г.]: 652). В то время, когда Лавкрафт прочел его, он только что узнал о признании «Хребты безумия» и «За гранью времен» в журнале «Astounding Stories». Обрадовавшись этой новости, он поддержал предложение Рейнольдса, и в результате получилась история о Роберте Блейке (явный намек на Роберта Блоха), который умирает со стеклянными глазами, глядя в окно своего кабинета.
Некоторые детали сюжета были взяты из мистического рассказа «Паук» Ганса Гейнца Эверса, вошедшего в антологию «Ползучие в ночи» Дэшила Хэмметта. В этом рассказе мужчина очарован странной женщиной, которую он видит через окно в здании напротив своего собственного, пока, наконец, он, кажется, не теряет контроль над своей личностью. История подана в форме дневника, в конце которого он пишет: «Меня зовут — Ришар Бракмон, Ришар Бракмон, Ришар — ох, я не могу идти дальше…
Смерть Блейка стала отправной точкой для рассказа «Тень со шпиля» (1950) Блоха. Произведения Блейка упоминаются в «Абзацах Франклина» Рэмси Кэмпбелла (1973) и «Первокурснике» Филипа Хосе Фармера (1979).
Лавкрафтом названы пять рассказов, написанных Робертом Блейком: «Пещерный житель», «Ступени склепа», «Шаггай» (планета), «В долине Пнат» и «Звездный сибарит» — все они, как указал Роберт Прайс, являются дружескими пародиями на истории Роберта Блоха. Лин Картер написал рассказы, которые являются подделкой Лавкрафта или Кларка Эштона Смита, используя все пять названий.
Язык Акло использовался многими авторами с момента его первого упоминания в 1899 году в рассказе «Белые люди» Артура Мейчена. Люди-змеи Валусии также держали в руках Сияющий трапецоэдр, что связывает рассказы Лавкрафта и цикл рассказов про Кулла, писателя Роберта Говарда. Атлантида и Гиперборея ( «волосатые обитатели Антарктики») являются местом действия многих произведений Кларка Эштона Смита.
Брайан Ламли позаимствовал название «Роющие Недра» для своей первой повести (1974).
Поэма Ли Блэкмора «Заклинание» (сборник «Споры Шарнота и другие безумства» 2008) была вдохновлена названием «Пир со звезд». Рассказ Блэкмора «Лестница в склепе» также был вдохновлен рассказом о Роберте Блейке.
Блейк описывает планету «Шаггай», более удаленную от Земли, чем Юггот, — это предвещает его мысленную связь с «Призраком», которого он считает воплощением Ньярлатхотепа. Блейку мерещатся звуки крыс, — как и герою из рассказа «Крысы в стенах», когда Ньярлатхотеп овладевает его разумом. В «Энциклопедии Лавкрафта» говорится, что в финале: «Мы должны поверить, что сущность в церкви, — «Охотник за тьмой», описываемая как аватар Ньярлатотепа, — уже овладела разумом Блейка, но в этот момент его поражает молния и, возможно, убивает эту сущность, как и самого Блейка».
В середине XIX века в массовой культуре бытовало мнение, что за орбитой Плутона может существовать ещё несколько планет, — транснептуновых объектов.
В рассказе упоминается «Родерик Ашер», — персонаж из самого любимого произведения Лавкрафта от Эдгара По, — «Падение Дома Ашеров», в котором «аномальная троица связанных между собой сущностей: брат, его сестра-близнец и их невероятно древний дом — разделяют одну душу и встречают смерть вместе, в один и тот же момент».
Мифология Древнего Египта часто служит фоном для «Лавкрафтовских ужасов», а также её использовал Эдгар По, последователем которого является сам Лавкрафт. В рассказе упоминается города Древнего Египта, Кхем, минойская цивилизация, Антарктика, Валузия, Лемурия, Атлантида.

## «Мифы Ктулху»
Лавкрафт впервые описывает космического скитальца, который захватывает разум человека в рассказе «За стеной сна». В повести «За гранью времён» инопланетяне перемещают разум сквозь космос, захватывая разум разных существ. Сверкающий Трапецоэдр появляется только в этом рассказе, его называют «окно во времени и пространстве», а явился он из черной бездны хаоса. Лавкрафт упоминает Древних или Старцев (англ. Old Ones) из повести «Хребты Безумия». Блейк описывает жизнь на темной планете (Юггот), будто, он её видит глазами пришельца с крыльями, — это похоже на Ми-го из повести «Шепчущий во тьме». Блейк написал портреты семи чудовищ, — столько же было кресел в башне церкви. Блейк находит идолы, похожие на Моаи, что упоминаются в рассказе «Зов Ктулху», где также встречается фраза: «не надо тревожить то, что должно вечно лежать непотревоженным в черной пучине».
Секта Звездной Мудрости (англ. Starry Wisdom sect) проводит спиритические сеансы в церкви. Сектанты говорят на языке Акло, пишут криптограммы, знаки Солнца, Луны, планет, созвездий, аспектов и приносят людей в жертву. Акло описывается в романе «Случай Чарльза Декстера Варда» и рассказе «Ужас Данвича». Акло использовался многими авторами с момента его первого упоминания в 1899 году в рассказе «Белые люди» Артура Мэкена. Блейк увидел в камне нечеловеческие фигуры в мантиях и капюшонах, — это похоже на описание из повести «Шепчущий во тьме» и рассказов «Тварь на пороге», и «Врата серебряного ключа». В рассказе «Тварь на пороге» упоминается ведьмовской культ в штате Мэн, о котором, возможно, хотел написать Блейк. В Вальпургиеву ночь, канун шабаша, молния убивает Блейка и бесформенная туча устремляется в небо, — это же происходит в романе «Случай Чарльза Декстера Варда» и рассказе «Цвет из иных миров».
Блейк говорит, что Ньярлатхотеп принял облик человека в древнем городе Кхем (англ. Khem), — это же происходит в рассказе «Ньярлатхотеп». Блейк читает псевдоисторическую хронику из рассказа «История Некрономикона». Фраза: «Трехдольчатый горящий глаз», — вероятно, образ вдохновлен символом Уаджет и намекает на Ньярлатхотепа. Блейк страдает от сомнамбулизма и одержим неким объектом в космосе, — как и герой из рассказа «Грёзы в ведьмовском доме»; а также в обоих произведениях упоминается Азатот. Блейк намекает на Страну снов и говорит, что церковь находится: «в эфемерном Мире грёз, который может растаять или нет, точно сон». Жители Провиденс изображают рукой защитный знак, — как жители Страны снов в повести «Сомнамбулический поиск неведомого Кадата».
Рассказ «Обитающий во Тьме» стал последним произведением в жизни Лавкрафта, в котором он повторяет темы из своих ранних произведений. Лавкрафт не финализирует свои Мифы, а оставляет место для последователей.

## «Страна Лавкрафта»
Блейк описывает Провиденс и церковь не Федерал-хил:

За городскими крышами виднелись алые склоны холмов, на фоне которых, примерно в двух милях, высилась призрачная громада Федерал-Хилл, с поблескивающими гроздьями крыш и церковными шпилями, зыбкие очертания которых таинственно колыхались в окутывавших их клубах дыма, воспаряющих ввысь из печных труб и принимающих самые причудливые очертания. У Блейка рождалось странное ощущение, что он наблюдает нечто неведомое, некий эфемерный мир, который может растаять или нет, точно сон, если только он предпримет попытку найти его и вступить в его пределы.
Блейк часто сиживал за своим столом и сонно смотрел на западный горизонт на темные башни Мемориал-холл, на колокольню георгианского здания городского суда, на высокие остроконечные башни в центральной части города и, разумеется, на те зыбкие глыбы увенчанных шпилями зданий вдалеке, чьи безвестные улицы и лабиринты фронтонов столь властно будоражили его воображение. Дальний склон был когда-то обширным индейским поселением и многие тамошние строения сохранились еще со времен первых английских и ирландских поселенцев. Время от времени Блейк наводил свою подзорную трубу на этот призрачный недостижимый мир за колыхающейся завесой клубящегося дыма, рассматривая отдельные крыши, печные трубы и шпили и размышляя о странных и любопытных тайнах, ими хранимых. Даже в окуляре оптического прибора Федерал-Хилл являлся Блейку чем-то неведомым, почти сказочным, имеющим тайную связь с потусторонними неосязаемыми чудесами, коими буйная фантазия населила его прозаические и живописные творения. И это ощущение не покидало Блейка даже после того, как город на холме растворялся в фиолетовых сумерках, а огни уличных фонарей, подсветка здания суда и красный прожектор Индустриального треста озаряли ночное небо причудливым заревом.

Из всех далеких зданий на Федерал-Хилл воображение Блейка в особенности поражала одна большая темная церковь. Она была видна особенно четко в определенные часы суток, и на закате ее высокая башня и конический шпиль проступали черным силуэтом на пылающем небе. Казалось, она стоит на некоем возвышении, ибо фасад и едва видное северное крыло с покатой крышей и верхними рамами огромных сводчатых окон величественно вздымались над крышами соседних зданий и частоколом печных труб. В ее облике угадывалось нечто особенно мрачное и грозное, и она, казалось, была сложена из каменных глыб, за последние несколько веков исхлестанных суровыми ветрами и потемневших от копоти и сажи. По стилю же, насколько позволяла разглядеть подзорная труба, это был образчик ранней экспериментальном неоготики, что предшествовала периоду величественных творений Апджона и позаимствовала некоторые линии и пропорции у георгианской эпохи. Вероятно, постройка была возведена между 1810 и 1815 годами.

Блейк увидел Иные миры в Сверкающем Трапецоэдре:
Ландшафты неведомых планет с гигантскими каменными башнями, и иных планет с исполинскими горами без всяких признаков жизни, и еще более далекие просторы Вселенной, где лишь неосязаемые вздохи в бездонной сумрачной тьме говорили о наличии там разума и воли. Там были фигуры в клобуках, которые своим видом не походили на людей, и бескрайняя пустыня, испещренная высокими, до небес, резными каменными монолитами. Башни и стены стояли в мрачных безднах под морским дном и круговерти пространств, где клочья черного тумана клубились на фоне холодного алого зарева. А позади всего этого была бездонная пучина тьмы, где твердые и текучие формы можно было различить лишь по их воздушному кружению, и неосязаемые могучие силы, казалось, упорядочивали этот безграничный хаос и давали ключ ко всем парадоксам и тайнам ведомого нам мира. Я помню Яддит (англ. Yaddith) Юггот (англ. Yuggoth) и еще более далекий Шаггай (англ. Shaggai), и пустоту черных планет...

## Запретные книги
- «Некрономикон» Абдул Альхазреда
- «Cultes des Goules» графа д’Эрлетта
- «De Vermis Mysteriis» Людвига Принна
- «Unaussprechlichten Kulten» фон Юнцта
- «Книга Эйбона»
- «Книга Дзян»
- «Пнакотические манускрипты»

## Связи с другими произведениями
В рассказе «За стеной сна» впервые описывается космический скиталец, который овладевает разумом человека.
В рассказе «За гранью времён» описаны пришельцы расы свободного сознания, которые вселялись в тела людей.
В повести «Хребты Безумия» описаны Старцы и иные существа, которые жили на Земле в древности, а также многие другие сведения из этого рассказа.
В повести «Шепчущий во тьме» описана планета Юггот, а также обитающие там Старцы и Ми-Го.
В рассказе «Музыка Эриха Цанна» студент попадает в район, которого не существует в реальном мире, где жил музыкант открыл портал в другой мир.
В рассказе «Вне времени» упоминается локация Яддит-Го.
В рассказе «Слепоглухонемой» описан дом писателя Ричарда Блейка, который призвал дух умершего.
В повести «Сомнамбулический поиск неведомого Кадата» описана «Долина Пнат», о которой Блейк написал произведение.
Пришельцы описаны в отдельной серии произведений Лавкрафта: «За стеной сна», «Из глубин мироздания», «Цвет из иных миров», «Шепчущий во тьме», «Хребты Безумия», «За гранью времён», «Вызов извне», «В стенах Эрикса», «Окно в мансарде», «Пришелец из космоса» и «Ночное братство».
Сверхъестественная гроза описывается в произведениях: «Склеп», «Картина в доме», «Затаившийся страх», «Случай Чарльза Декстера Варда» и «Ужас Данвича».
Существа с крыльями упоминаются в произведениях: «Затаившийся Страх», «Крысы в стенах», «Неименуемое», «Заброшенный дом», «Ужас в Ред Хуке», «Сомнамбулический поиск неведомого Кадата», «Случай Чарльза Декстера Варда», «Очень старый народ» и «Шепчущий во тьме».
Сущность, пытающаяся овладеть разумом человека встречается в произведениях: «Склеп», «Полярная звезда», «За стеной сна», «Показания Рэндольфа Картера», «Страшный старик», «Праздник», «Загадочный дом на туманном утёсе», «Случай Чарльза Декстера Варда», «Цвет из иных миров», «Тень над Иннсмутом», «Тварь на пороге», «За гранью времён», «Две черные бутылки», «Врата серебряного ключа», «Вызов извне».

## Экранизации
По мотивам рассказа было снято несколько фильмов:
- «Муза Пикмана» (США, 2010) — режиссёр Роберт Каппеллетто[9].
- Фил Браун на основе рассказа в 2011 году снял анимационный фильм[10].
- В 2015—2021 годах российский режиссёр-любитель, актёр, сценарист и композитор Дмитрий Хмелёв[11], снял тетралогию фильмов "Обитающий во тьме"[12], по мотивам одноимённого рассказа, и других произведений Лавкрафта. На YouTube тетралогия фильмов собрала более 55 тысяч просмотров.
- Расследования Лавкрафта — 4-й сезон подкаста BBC Radio 4, вышедший в 2023 году.

## Комментарии
1. ↑  Здесь и далее все имена и названия приводятся по переводу Ю. Соколова.